# Міхаель Людвіг
Міхаель Людвіг (нім. Michael Ludwig; нар. 3 квітня 1961, Відень) — австрійський політик і діяч місцевого самоврядування, активіст Соціал-демократичної партії Австрії, мер Відня з 2018 року.

## Біографія
Вивчав політологію та історію у Віденському університеті. Спочатку працював викладачем та директором навчального підрозділу. Займався політичною діяльністю в рамках Соціал-демократичної партії Австрії, з 1991 року був штатним співробітником Соціал-демократична партія Австрії. У 1994—1995 роках був членом районної ради віденського району Флоридсдорф. З 1996 по 1999 рік був членом Федеральної ради. З 1999 року обирався радником у Відні і водночас депутатом столичного парламенту. У 2007 році став членом національного уряду Відня, у 2009—2010 роках був заступником мера. У 2010 році став головою СДПА районного рівня, а в 2011 році — заступником голови національних партійних структур.
У січні 2018 року Міхаель Людвіг змінив Михаеля Гайпля на посаді голови Віденських соціал-демократів, а в травні того ж року змінив його на посаді мера австрійської столиці.